# Bildnis der Tänzerin Rosita Mauri

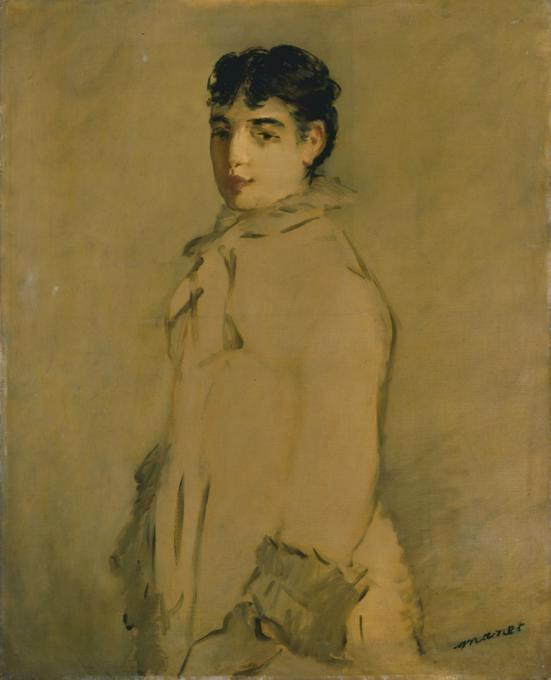
Bildnis der Tänzerin Rosita Mauri
(Junge Frau in Rosa)
Édouard Manet, um 1879
85 × 65 cm
Öl auf Leinwand
Puschkin-Museum (Sammlung Koehler), Moskau

Das Bildnis der Tänzerin Rosita Mauri auch Junge Frau in Rosa (französisch Portrait de la danseuse Rosita Mauri oder Jeune femme en rose) ist ein Gemälde des französischen Malers Édouard Manet. Er porträtierte in diesem um 1879 gemalten Bild die Geliebte seines Schulfreundes Antonin Proust. Manet zeigt Rosita Mauri, Primaballerina der Pariser Oper, nicht auf der Bühne, sondern mit Morgenrock bekleidet in einem privaten Moment. Das skizzenhaft in Öl auf Leinwand ausgeführte Bild hat die Abmessungen 85 × 65 cm und befindet sich als so genannte Beutekunst im Moskauer Puschkin-Museum.

## Bildbeschreibung

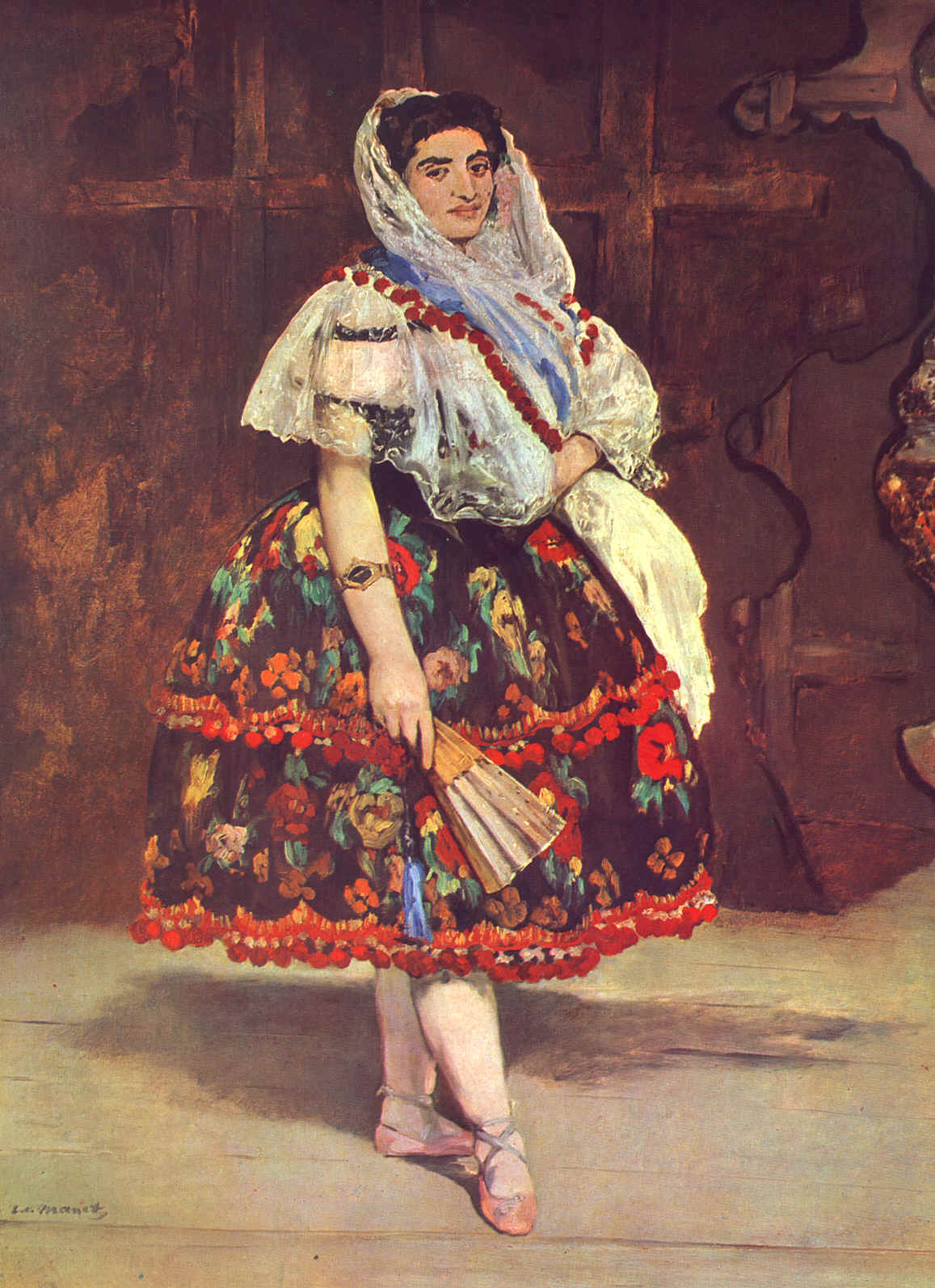
Édouard Manet: Lola de Valence, 1862, Musée d’Orsay

Das Gemälde zeigt die katalanische Tänzerin Rosita Mauri stehend in der Bildmitte. Als Hüftbild ausgeführt, wird der Körper vom unteren Bildrand abgeschnitten. Die Figur ist zum linken Bildrand ausgerichtet und der Kopf leicht über die linke Schulter hin zum Betrachter gedreht, so dass das Gesicht als Halbprofil erscheint. Der Hintergrund ist nahezu monochrom in Beige- und Grautönen gehalten, von denen sich das Blassrosa der Kleidung nur mit flüchtig skizzierten Linien absetzt. Diese unscharfe Trennung von Vorder- und Hintergrund wird besonders im Bereich des Gesäßes durch eine schwungvolle vertikale Pinselführung deutlich, bei der breite Striche vom Hintergrund bis auf die Kleidung reichen. In weiten Teilen wirkt das Gemälde unvollendet – nur der Kopf von Rosita Mauri ist feiner ausgearbeitet. Ihre blauschwarze Kurzhaarfrisur lässt das linke Ohr frei. Das leicht lockige Haar ist zu einem Mittelscheitel frisiert, der bis weit in die Stirn nach vorn drapiert ist. Das gleiche Schwarz findet sich auch bei den breiten Augenbrauen. Darunter liegen die von grauen Schattenbereichen umgebenen braunen Augen. Das Licht fällt von rechts auf das Gesicht, sodass die rechte Gesichtshälfte – und auch die linke Bildecke unten – im Schatten liegt. Vom bernsteinfarbenen Teint des Gesichts heben sich die rötlichen Lippen ab, deren Konturen auf der Schattenseite verwischt erscheinen.
Nicht nur durch den unbestimmten Hintergrund, sondern auch durch die skizzenhafte Ausführung der Kleidung bleibt die Porträtsituation undeutlich. Anders als bei Manets Porträt der spanischen Tänzerin Lola de Valence von 1862, die er im folkloristischen Tanzkostüm auf der Bühne dargestellt hatte, fehlt beim Bildnis der Tänzerin Rosita Mauri jede Requisite, die die Dargestellte als Tänzerin kennzeichnet. Wäre nicht der Name der Porträtierten überliefert, gäbe es keinen Bezug zum Beruf der Primaballerina. Rosita Mauri trägt eine Art Morgenmantel, zu dessen wenigen erkennbaren Details ein das Kinn umschließender Stehkragen, eine über die Brust fallende Schleife und rüschenbesetzte Ärmel gehören. Auch der Bereich der linken Hand bleibt nur vage umrissen und ihr rechtes Pedant ist kaum auszumachen. Durch das Fehlen jeglicher räumlichen Bezüge bleibt unklar, wo sich die Dargestellte befindet. Weder eine häusliche Situation, die für den Aufzug im Morgenmantel üblich wäre, noch ein Hinweis auf eine – für eine Tänzerin denkbare – Theatergarderobe, lassen sich erkennen. Manet zeigt in diesem Bild nicht den gefeierten Bühnenstar der Pariser Oper, sondern Rosita Mauri in einem privaten Moment.
Autoren wie die Kunsthistorikerin Sandra Orienti vermuten, dass Manet das Porträt nicht zu Ende ausgeführt hat, da die Tänzerin durch ihre Verpflichtungen am Theater wenig Zeit für Porträtsitzungen hatte. Dafür spricht auch die vom Künstler fehlende Signatur. Der heute im Bild rechts unten sichtbare Schriftzug Manet ist erst nach dem Tod des Malers von dessen Ehefrau Suzanne angebracht worden. Das von Adolphe Tabarant und anderen Kunsthistorikern als esquisse (Studie) bezeichnete Gemälde ist später von verschiedenen Autoren gerade wegen seiner Skizzenhaftigkeit gerühmt worden. So sprach Georg Biermann 1909 von einer „hinreißenden Leichtigkeit der Mache“ und erkannte hierin die Wiedergabe ihres „bezaubernden Lebens“. Julius Meier-Graefe, der Verfasser der ersten deutschsprachigen Manet-Biografie, äußerte sich entsprechend über das Gemälde: „Er hat mit kaum benetzten Flächen Wunder geschaffen, wie z. B. mit seiner Rosita Mauri, die leichter als jedes seiner Pastelle geriet.“

## Die Geliebte eines Freundes
Die aus Katalonien stammende Rosita Mauri hatte in den 1870er Jahren bereits internationale Erfolge als Balletttänzerin aufzuweisen, als sie Charles Gounod 1878 für die Pariser Oper verpflichtete. Die Primaballerina lernte bald zahlreiche Künstler kennen, darunter den Maler Edgar Degas, der sie in einer ihrer Rollen auf der Bühne des Palais Garnier porträtierte. Kurze Zeit später begann ihre langjährige Liebesbeziehung mit dem Politiker Antonin Proust, einem Freund Édouard Manets seit der gemeinsamen Schulzeit. Proust brachte seine Freundin mit ins Atelier von Manet, wo die meisten seiner Porträts und vermutlich auch das Bildnis der Tänzerin entstanden.
In seiner Manet-Biografie verschweigt Proust die Tänzerin, ihre Begegnung mit Manet und ebenso das Gemälde. Auch von Manet sind keine Unterlagen zur Entstehung des Bildes überliefert. Dies führte zu unterschiedlichen Datierungen des Bildes. So gibt Julius Meier-Graefe „1876/77“ als Entstehungszeit an, dem sich weitere Kunsthistoriker anschließen. Diese frühen Datierungen lassen außer Acht, dass Rosita Mauri in dieser Zeit nicht in Paris auftrat und die Beziehung zu Proust erst später begann. Wahrscheinlicher ist die Zuordnung „1879“, wie sie andere Kunsthistoriker vornehmen, aber auch die zeitliche Einordnung des Puschkin-Museums „1880“ ist möglich.
Die von Manet gemalten Frauen stammten meist aus dem Familien-, Freundes- oder Bekanntenkreis. Neben Bildnissen seiner Ehefrau entstanden so auch Porträts der Gattinnen von Émile Zola und Georges Clemenceau. Darüber hinaus, wie Werner Hofmann anmerkt, „hat uns Manet die Züge vieler anderer Frauen überliefert, die zwischen Boudoir und Bohème, zwischen Halbwelt und Geldaristokratie ihre schillernde Tagesberühmtheit genossen“. Rosita Mauri war nicht die erste Geliebte eines Freundes, die von Manet porträtiert wurde. Bereits 1862 zeigte Manet mit dem Bildnis der Jeanne Duval die Geliebte seines Freundes Charles Baudelaire. Duval, eine Tänzerin und Schauspielerin, gehörte zu den ersten weiblichen Personen aus Künstlerkreisen, die Manet Porträt standen. Vor allem in seinen letzten Lebensjahren malte er eine Reihe solcher Bildnisse, die in Öl auf Leinwand oder als Pastell ausgeführt wurden. Zu den wiederholt porträtierten Frauen gehörte Méry Laurent, Schauspielerin und Muse des Dichters Stéphane Mallarmé. Neben weiteren Schauspielerinnen wie Ellen Andrée, Valtesse de la Bigne, Léontine Massin und Marie Colombier fanden sich in Manets Atelier zudem die Opernsängerin Émilie Ambre, vormals die Geliebte der niederländischen Königs Wilhelm III., und die Operettensängerin Henriette Hauser, die Geliebte des niederländischen Kronprinzen Wilhelm, zu Porträtsitzungen ein.

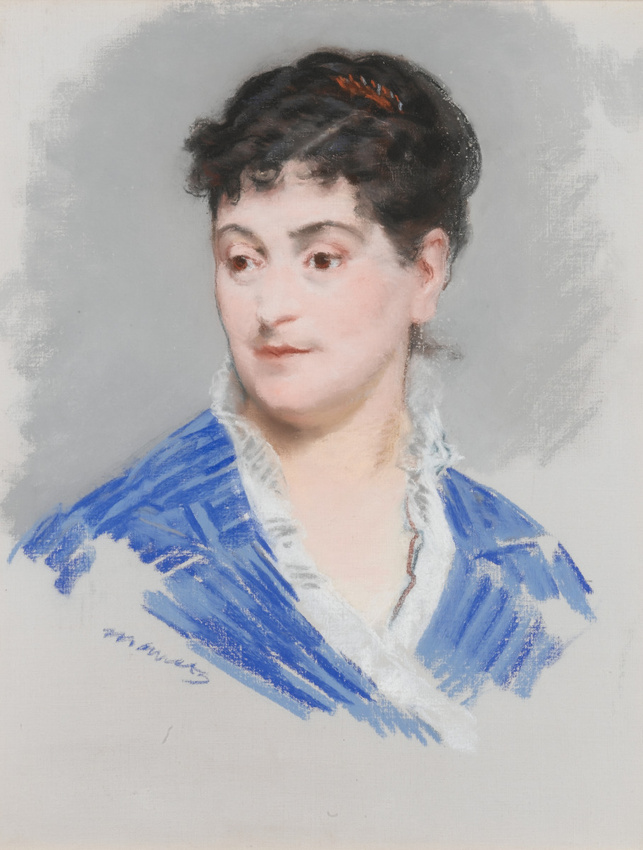
Madame Zola 1879, Pastell, Musée d’Orsay, Paris
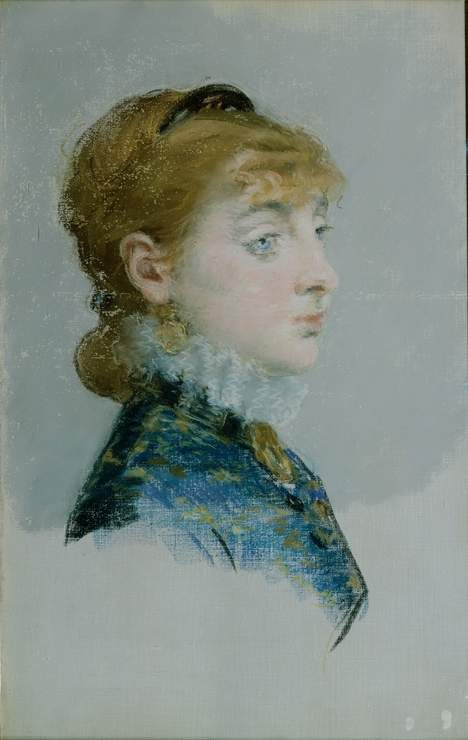
Valtesse de la Bigne 1879, Pastell, Metropolitan Museum, New York
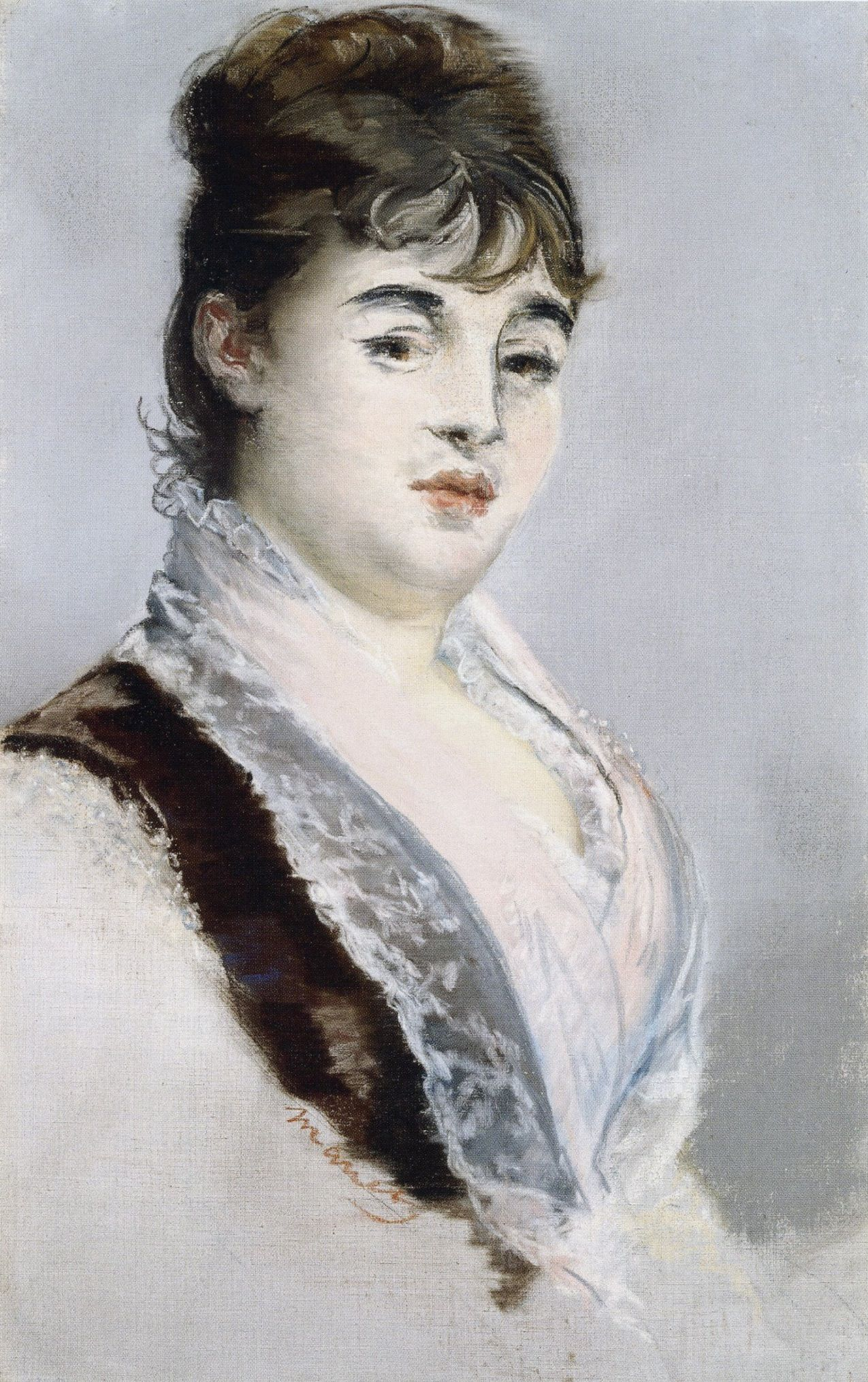
Marie Colombier um 1879, Pastell, Burrell Collection, Glasgow
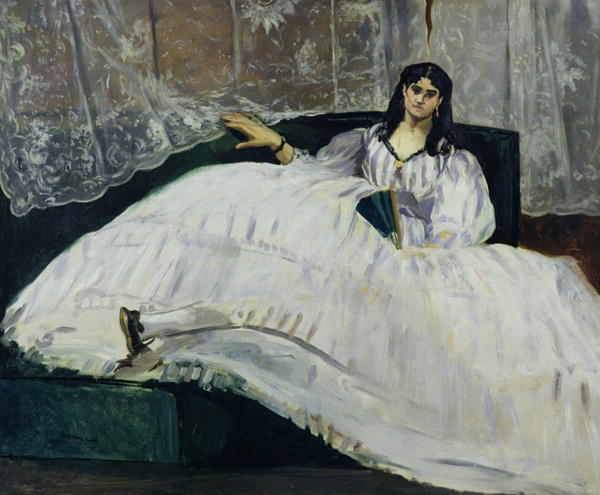
Jeanne Duval 1862, Öl auf Leinwand, Szépművészeti Múzeum, Budapest
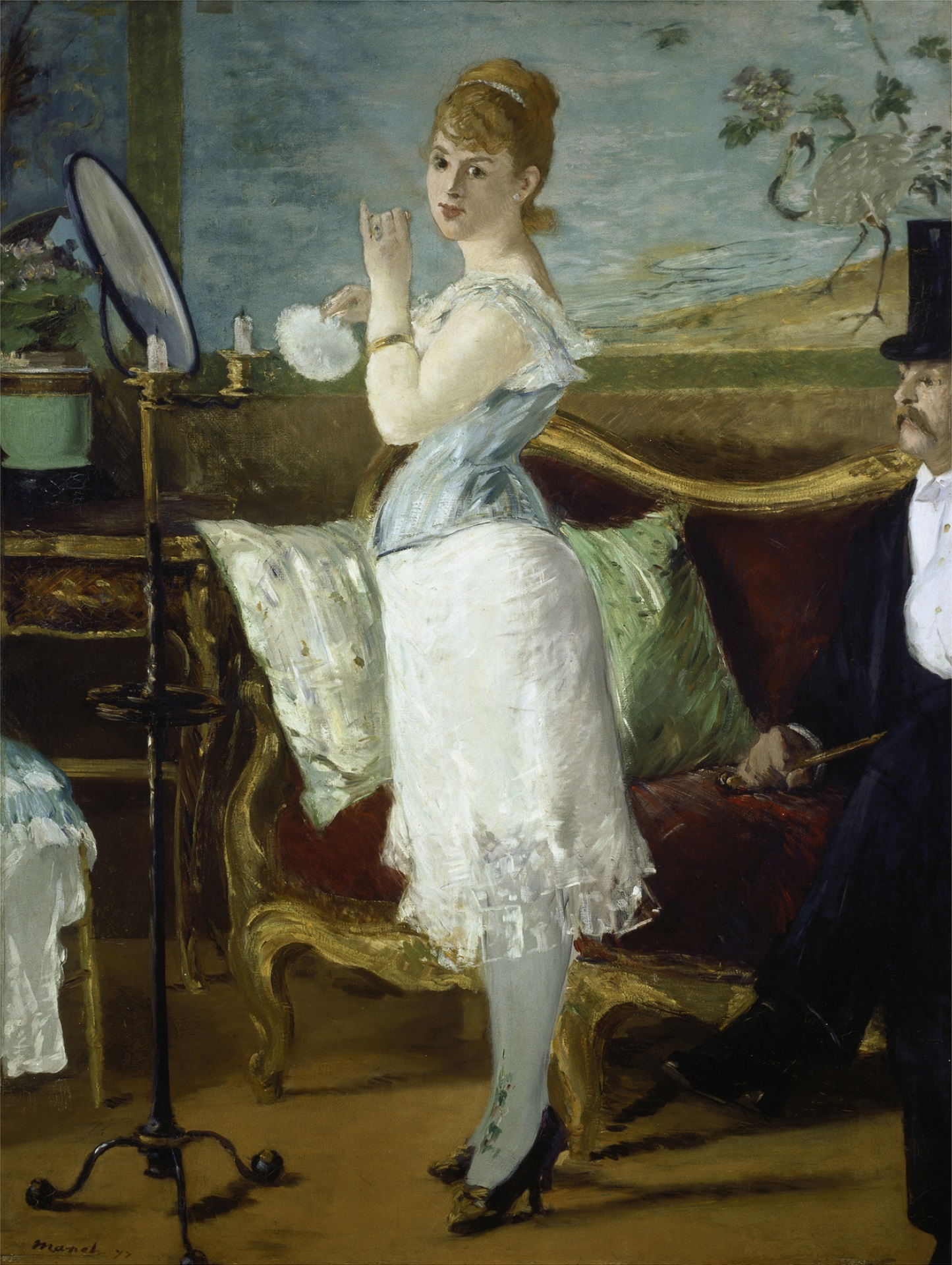
Henriette Hauser als Nana 1877, Öl auf Leinwand, Hamburger Kunsthalle
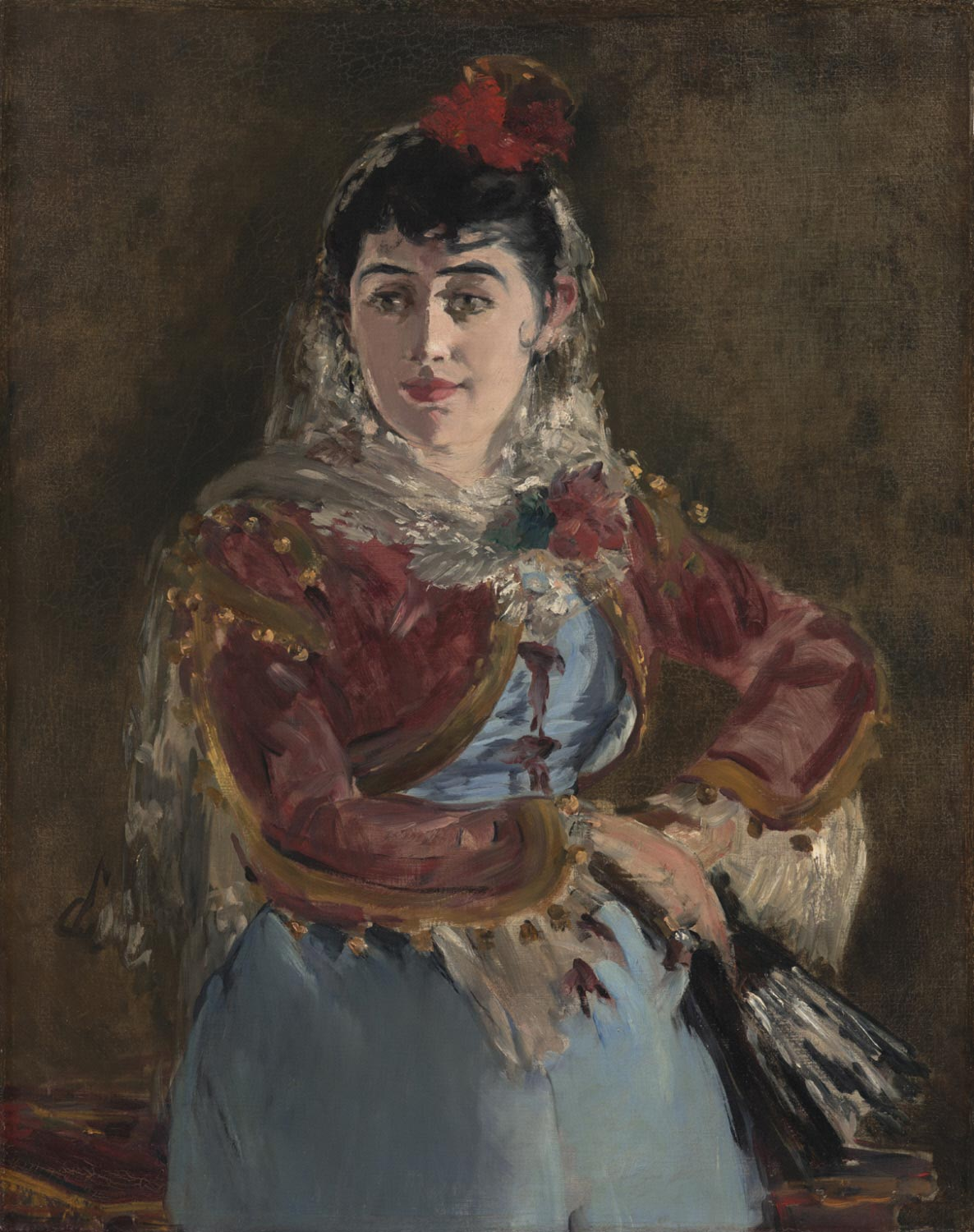
Émilie Ambre in der Rolle als Carmen um 1879, Öl auf Leinwand, Philadelphia Museum of Art

Die um 1879, der möglichen Entstehungszeit des Bildnis der Tänzerin Rosita Mauri, als Pastell ausgeführten Büstenporträts von Madame Zola und den Schauspielerinnen Valtesse de la Bigne und Marie Colombier zeigen die Porträtierten in bürgerlicher Alltagskleidung, aus der sich keine besondere intime Begebenheit ableiten lässt. Auch das frühe Bildnis der Jeanne Duval, die im weißen Kleid auf einem Sofa arrangiert ist, gibt keinen Hinweis auf ihr Liebesleben mit Manets Freund Baudelaire. Nur Henriette Hauser, die für Nana Modell stand, hat Manet halbbekleidet in Gesellschaft eines Herrn in Abendgarderobe porträtiert und somit ein Hinweis auf eine amouröse Begegnung gegeben.
Bei den verschiedenen von Manet bildlich festgehaltenen weiblichen Bühnendarstellerinnen ist auffallend, das er sie so gut wie nie auf der Bühne zeigt. Neben der Lola de Valence von 1862 war es die mit Manet befreundete Opernsängerin Émilie Ambre, der er 1879 im Porträt Émilie Ambre in der Rolle als Carmen im farbenfrohen Bühnenkostüm zeigte. Anders die private Aufmachung der Rosita Mauri im Morgenmantel, die als ein Hinweis auf die intime Beziehung zwischen Manets Freund und seiner Geliebten gelesen werden kann.

## Rezeption
Das Gemälde Bildnis der Tänzerin Rosita Mauri blieb der Öffentlichkeit mehr als 100 Jahre verborgen. Zunächst befand es sich in verschiedenen Privatsammlungen und lagerte danach jahrzehntelang in einem Moskauer Depot. Entsprechend wenig wurde das Gemälde rezipiert. Nur der Maler, Bildhauer und Lyriker Hans Arp nahm schriftlich Bezug zu Manets Gemälde. In der Zeitschrift Der Sturm vom 1. Dezember 1913 veröffentlichte er das Gedicht Von der letzten Malerei. Hierin verwies er auf mehrere Werke verschiedener Künstler und schrieb über Manets Bild: „Du atmest in dem zitternden Glanzlicht auf dem Bauche des Budda und in den Schleiern der Rosita Mauri von Manet.“ Arp, der das Gemälde Manets möglicherweise in einer Privatsammlung in Deutschland gesehen hatte, deutete Manets skizzenhafte Ausführung der Kleidung der Rosita Mauri somit als orientalischen Schleier und verkannte hierbei, dass die Primaballerina der Pariser Oper eher im klassischen Ballettrepertoire agierte.

## Provenienz
Das Gemälde befand sich bis zu dessen Tod 1883 im Besitz des Künstlers und erhielt die Nr. 70 im Nachlassinventar, wo es als Petite femme rose (Jeanne) bezeichnet wurde. Mit Jeanne war möglicherweise Jeanne Demarsy gemeint, eine Freundin Manets, die er in seinen letzten Lebensjahren mehrfach gemalt hatte. Bei der testamentarisch verfügten Auktion der Werke Manets am 4. und 5. Februar 1884 im Pariser Auktionshaus Hôtel Drouot ersteigerte der Sänger Jean-Baptiste Faure das nunmehr als Jeune femme en rose, esquisse bezeichnete Bild für 400 Francs. Der gefeierte Bariton gehörte bereits zu Manets Lebzeiten zu den eifrigsten Sammlern seiner Werke und trug mehr als 60 Gemälde des Künstlers zusammen. 1902 ist für das Bild ein Pariser Sammler namens Blum vermerkt. Über die Kunsthändler Paul Durand-Ruel und Paul Cassirer gelangte das Gemälde in die Sammlung des Schriftstellers und Verlegers Alfred Walter Heymel in Bremen. Als dieser um 1910 in wirtschaftliche Schwierigkeiten geriet, gab er das Bild in die Münchner Galerie Thannhauser, die es 1912 an den Berliner Industriellen Bernhard Koehler verkaufte.
Koehler schrieb 1912 an Wassily Kandinsky, dass er Manet als den „Urheber der ganzen modernen Richtung“ betrachte und seine Sammlung ohne ein Manet-Gemälde „wie ein Gebäude ohne Fundament“ sei. Nach dem Tod Koehlers 1927 erbte dessen Sohn die umfangreiche Kunstsammlung. Während des Zweiten Weltkrieges gab dieser einen Teil der Bilder zum Schutz vor Bombenangriffen in das Depot der Berliner Nationalgalerie. Von hier aus gelangten die Kunstwerke der Sammlung Koehler während der Nachkriegswirren als so genannte Beutekunst in die Sowjetunion, wo sie rund 50 Jahre in Geheimdepots lagerten. Erst ab 1995 stellte das Moskauer Puschkin-Museum die in seinem Besitz befindlichen Kunstwerke öffentlich aus, wozu auch das Bildnis der Tänzerin Rosita Mauri der Sammlung Koehler gehört. Das Gemälde wird seitdem als Teil der Sammlung des Museums präsentiert, obschon die Eigentumsverhältnisse zwischen russischer Seite und den deutschen Erben bisher ungeklärt sind.